# 高山勝義
高山 勝義（たかやま かつよし、1944年1月6日 - ）は、日本の元プロボクサー。千葉県館山市出身。現役時代は木村ジム（現・新日本木村ボクシングジム）所属。左ストレートが武器のサウスポーでアグレッシブなインファイトを得意とした。

## 来歴
1962年3月22日、プロデビューでは判定負けを喫し、2戦目は引き分けた。しかし、その後は連勝を重ね、1963年1月28日、初回KO勝利で第9回全日本フライ級新人王を獲得。8月22日、現役の日本フライ級王者斎藤清作（たこ八郎）にノンタイトル戦ながら10回判定勝ち。1963年度プロ・アマチュア年間表彰選手選考会では新鋭賞に選出された。
1965年10月7日、WBA・WBC世界フライ級王者サルバトーレ・ブルニ（イタリア）とのノンタイトル10回戦では右フック、ジャブが好調で、3Rには左ストレートの追撃でダウンを奪ってペースを譲らず、判定勝利を収めた。この後、デビュー3戦目からは1分を挟んで32連勝となり、1965年度プロ・アマチュア年間表彰選手選考会では殊勲賞に選出された。
1敗3分のまま迎えた1966年3月1日日本武道館、ブルニが剥奪されたために空位となったWBA・WBC世界フライ級王座をオラシオ・アカバリョ（アルゼンチン）と争い、3Rまでは左右のフックで試合をリードしたが、後半は攻め込まれる展開となり、1-2の判定負け。日本人ジャッジは高山の勝ちとした。同年5月1日の再起戦からは6連勝を収めた。
1967年8月23日、スピーディ早瀬が持つ日本フライ級王座に挑戦。過去の対戦では2勝1分と相性の良い相手であったが、判定でまたしてもタイトルを逃した。
1970年8月15日の試合を最後に引退した。